# Walter Larcher
Walter Larcher (* 22. Dezember 1929 in Kitzbühel) ist ein österreichischer Botaniker und Hochschulprofessor.

## Leben
Larcher studierte Biologie, Geologie und Physik an der Universität Innsbruck. 1951 schloss er sein Studium als Mag. rer. nat. ab und wurde 1952 zum Dr. phil. promoviert. 1962 erhielt er die venia legendi in allgemeiner Botanik und wurde 1965 Ordinarius für Allgemeine Botanik an der Universität Innsbruck.
Einen Ruf auf die Lehrkanzel für Pflanzenanatomie und -physiologie an der Universität Wien lehnte er 1965 ab. Larcher war Gastprofessor an den Universitäten Padua (1974 bis 1976 und 1987 bis 1988), Sapporo (1981) und Seattle (1990). 1998 wurde Larcher emeritiert, sein Nachfolger auf dem Lehrstuhl wurde Cornelius Lütz (bis dahin am GSF-Forschungszentrum für Umwelt und Gesundheit in München).
Hauptforschungsgebiet Larchers ist die Ökophysiologie der Pflanzen, hier insbesondere zur Reaktion von Pflanzen auf Kälte. Zur Ökologie der Pflanzen hat er eines der ersten und noch heute bedeutenden Lehrbücher geschrieben, das auch in englischer Sprache erschienen ist.

## Mitgliedschaften und Ehrungen
- Österreichische Akademie der Wissenschaften Wien
- Accademia Nazionale dei Lincei (1987)
- Accademia Italiana di Scienze Forestali (1987)
- Accademia Galileiana di Scienze
- Lettere ed Arti of Padova (1990)
- Präsident der Deutschen Botanischen Gesellschaft (1971)
- Senior Research Fellow Award of the Japanese Society for the Promotion of Science (1981)
- Dr. techn. nat. h. c. Universität für Bodenkultur Wien (1997)